# The Best of Kylie Minogue
The Best of Kylie Minogue es un álbum compilatorio de la cantante australiana Kylie Minogue. Fue publicado el 4 de junio de 2012 por EMI. La lista de canciones fue elegida por los fanes a través de una extensa investigación de mercado realizada por la discográfica en 2011, donde 18 pistas fueron número cinco en Reino Unido, incluyendo cinco pistas #1.
El álbum estará acompañado de una edición especial de CD + DVD, este último incluyendo vídeos musicales de las canciones.

## Lista de canciones
| Edición estándar |                                   | |                                                                                     |          |  |
| N.º              | Título                            | Escritor(es) | Productor(es)                                                                       | Duración |  |
| 1.               | «Can't Get You Out of My Head»    | Cathy Dennis, Rob Davis | Dennis, Davis                                                                       | 3:50     |  |
| 2.               | «Spinning Around»                 | Paula Abdul, Ira Shickman, Osborne Bingham, Kara DioGuardi | Mike Spencer                                                                        | 3:28     |  |
| 3.               | «I Should Be So Lucky»            | Mike Stock, Matt Aitken y Pete Waterman | Stock, Aitken, Waterman                                                             | 3:23     |  |
| 4.               | «Love at First Sight»             | Kylie Minogue, Richard Stannard, Julian Gallagher, Ash Howes, Martin Harrington | Stannard, Gallagher                                                                 | 3:58     |  |
| 5.               | «In Your Eyes»                    | Minogue, Stannard, Gallagher, Howes | Stannard, Gallagher                                                                 | 3:18     |  |
| 6.               | «Kids» (con Robbie Williams)      | Robbie Williams, Guy Chambers | Chambers, Power                                                                     | 4:18     |  |
| 7.               | «Better the Devil You Know»       | Stock, Aitken, Waterman | Stock, Aitken, Waterman                                                             | 3:54     |  |
| 8.               | «All the Lovers»                  | Mima Stilwell, Jim Eliot | Kish Mauve, Stuart Price                                                            | 3:20     |  |
| 9.               | «Give Me Just a Little More Time» | Edythe Wayne, Ron Dunbar | Holland-Dozier-Holland                                                              | 2:40     |  |
| 10.              | «Celebration»                     | Donna Johnson, Claydes Charles Smith, Earl Eugene Toon Jr., James "J.T." Taylor, Ronald Nathan Bell, George Melvin Brown, Dennis Ronald Thomas, Eumir Deodato, Robert Spike Mickens & Robert Earl Bell Kool & the Gang | Stock, Aitken, Waterman                                                             | 3:55     |  |
| 11.              | «Slow»                            | Kylie Minogue, Dan Carey, Emilíana Torrini | Sunnyroads                                                                          | 3:13     |  |
| 12.              | «Red Blooded Woman»               | Johnny Douglas, Karen Poole | Douglas                                                                             | 4:22     |  |
| 13.              | «I Believe in You»                | Kylie Minogue, Jake Shears, Babydaddy | Jake Shears, Babydaddy                                                              | 3:21     |  |
| 14.              | «On a Night Like This»            | Steve Torch, Mark Taylor, Brian Rawling, Graham Stack | Taylor, Stack                                                                       | 3:33     |  |
| 15.              | «Confide in Me»                   | Steve Anderson, Dave Seaman, Owain Barton | Brothers in Rhythm                                                                  | 5:51     |  |
| 16.              | «Get Outta My Way»                | Mich Hansen, Lucas Secon, Damon Sharpe, Peter Wallevik, Daniel Davidsen | Cutfather, Peter Wallevik, Daniel Davidsen, Damon Sharpe, Lucas Secon, Stuart Price | 3:38     |  |
| 17.              | «The Loco-Motion»                 | Gerry Goffin, Carole King | Stock, Aitken, Waterman                                                             | 3:11     |  |
| 18.              | «Tears on My Pillow»              | Sylvester Bradford, Al Lewis | Stock, Aitken, Waterman                                                             | 2:33     |  |
| 19.              | «Wow»                             | Minogue, Poole, Kurstin | Greg Kurstin                                                                        | 3:12     |  |
| 20.              | «In My Arms»                      | Kylie Minogue, Calvin Harris, Richard "Biff" Stannard, Paul Harris, Julian Peake | Calvin Harris, Richard "Biff" Stannard                                              | 3:32     |  |
| 21.              | «Never Too Late»                  | Stock, Aitken & Waterman | Stock, Aitken & Waterman                                                            | 3:20     |  |